# Ergates faber
Ergates faber је врста инсекта из реда тврдокрилаца (Coleoptera) и породице стрижибуба (Cerambycidae). Сврстана је у потпородицу Prioninae.

## Распрострањеност и станиште
Ergates faber насељава претежно четинарске шуме, пре свега бора (Pinus spp.). Распрострањена је у Централној и Јужној Европи, Кавказу, Турској и Северној Африци.

## Опис
Крупна је врста широког тела, црвенобраон до тамнобраон боје. Има јаке мандибуле, антене мужјака премашују дужину тела, код женке су краће. Пронотум је попречан, спољне ивице назубљене. На пронотум мужјака налазе се две округласте, голе и сјајне површине. Дужина тела је од 23-60mm.

## Биологија
Животни циклус траје барем 3 година. Ларве се развијају у четинарима, ређе у листопадном дрвећу. Развиће се одвија у мртвом дрвету, стаблу или корену. Одрасле јединке су активне током ноћи или у сумрак, док се преко дана скривају.

## Статус заштите
Врста се налази на Европској црвеној листи сапроксилних тврдокрилаца.

## Синоними
- Cerambyx faber Linnaeus, 1761
- Prionus faber (Linnaeus, 1761)
- Prionus crenatus Fabricius, 1801
- Prionus obscurus Olivier, 1795
- Prionus serrarius Panzer, 1793